# Brunette Models
Brunette Models – polsko-cypryjski projekt muzyczny, dotyczący eksperymentalnej muzyki w stylu ambient oraz atmospheric, deep listening music, czy ethereal wave a także muzycznego hezychazmu. Jest to jeden z wczesnych – choć mocno podziemnych i pozamedialnych – prekursorów tych gatunków w Polsce.

## Piotr Krzyżanowski
Brunette Models to główny pseudonim Piotra Krzyżanowskiego, polskiego artysty dźwiękowego, autora eksperymentalnej muzyki elektronicznej, który urodził się w roku 1974 i młodość spędził w Polsce. W Toruniu ukończył studia na wydziale filozofii (Uniwersytetu Mikołaja Kopernika). Artysta zadebiutował w 1995 r. kasetą „Magnus Luctus in Ergastulo”, z której utwór pt. „Gród średniowieczny” ukazał się w 1999 r. na płycie dołączonej do miesięcznika „Estrada i Studio”. Twórca ten zajmuje się również produkcją muzyczną (m.in. dla Agnes de Venice, czy Xenii Agapene), inżynierią i programowaniem dźwięku, w tym także aplikacji służących do jego obsługi. Współtworzył on projekty m.in. dla Contemporary Electronic Soundscapes i Warsaw Electronic Festival (WEF). Był publicystą magazynu „Estrada i Studio” oraz autorem spolszczenia programu typu DAW – Reaper. Już z konotacji cypryjskich narodził się label Anadyomene' Secret Records, który po 10 latach działalności został zniszczony zmasowanym atakiem hakerskim. Od kwietnia 2018 roku portalowi przywrócono pełną funkcjonalność.

## Artystyczna charakterystyka
Główną cechą tworzenia Brunette Models jest poszukiwanie w muzyce kolorystyki brzmieniowej, jako podstawowego waloru estetycznego dla tworzonych utworów. Od kilku lat BM nie publikuje oficjalnie tłoczonych płyt, a jak wspomniał, jego wydawcami są dyski twarde w szufladzie, taka „ariergarda z sutereny”. Odciął się od świata i skupił na samej muzyce, bez jakiejkolwiek promocji, żadnych agencji wizerunkowych, PR, wydawców i internetu. Celowo wybrał taką postawę osobności. W swoim artystycznym manifeście umotywował ten ascetyzm m.in. tym, że dzisiejszy świat bardziej patrzy na nazwisko tworzącego, niż samą jego muzykę – co nie wydaje się dobre – oraz faktem, iż BM pragnie postrzegać twórczość jako coś więcej niż tylko następstwo wysokości dźwięków w czasie, a wręcz widzi w niej mistykę jako możliwą modlitwę do Boga, rodzaj hezychazmu.

## Πρόβατοφωνή
Brunette Models jako Ερημίτης Κατώτερος (Eremites Katoteros) tworzy z Ξένια Αγαπενε (Xenią Agapene) od 2018 roku muzyczny projekt o nazwie Πρόβατοφωνή (Provatofoni), którego działania artystyczne, czy wydawnicze, pomijają terytorium Polski i są w tym kraju niedostępne, z wyjątkiem niektórych plików FLAC o wysokiej rozdzielczości 24–bitowej, podwieszanych w sieci do darmowego pobierania.

## Dyskografia

### Jako Brunette Models
- 1995 - 97 – Magnus luctus in ergastulo – The first album
- 1999 – Apsychastenia – The second album
- 2000 – Impressions of whispers – The third album
- 2002 – Apsychastenia 2
- 2004 – 6th International Music Presentations of Ambient 2004, 15 July, P5:00, presenter: Jerzy Kordowicz
- 2008 – Last poem – The fifth album – Generator.pl
- 2010 – Αυτάρκεια (Autarky)
- 2011 – Ατλαντίδα (Atlantis)
- 2012 – Some CD Sample
- 2012 – Παρουσία (Parousia)
- 2014 – Aναστενάζοντας στον Θεό

### JakoΕρημίτης Κατώτερος(Eremites Katoteros)
- 2021 – Płyta opublikowana 5 maja, z tytułami, których nie można zapisać zwykłym tekstem. Ze względu na zaszyfrowany przekaz, konieczne jest zajrzenie do albumowej wkładki[7].

### Inne projekty
- 1999 – Gród średniowieczny – „Estrada i Studio” nr 05/1999
- 2002 – Historia jednej chwili – kompilacja – Anymusic 2002
- 2002 – CITY SONGS 7 – kompilacja – Requiem Records
- 2006 – Call him dr. Moog – kompilacja – Contemporary Electronic Soundscapes Volume II: Homage to Bob Moog, CD 2
- 2008 – This is an Empty World – kompilacja – Contemporary Electronic Soundscapes Volume III: Robot Fairy Tales, CD 1
- 2009 – Picture of your Mind – kompilacja – Contemporary Electronic Soundscapes Volume IV: The Dark Side of the Mind, CD 3
- 2009 – NEW WAVES – kompilacja – WEF Warsaw Electronic Festival
- 2013 – Χριστός ανέστη (Christos Anesti)